# Lockvogel (Person)
Ein Lockvogel ist eine Person, die im Auftrag von Dienstleistern oder Produzenten im Sinne einer Interessenvertretung bestimmte Waren bewirbt, die der Konkurrenz abwertet oder andere Handlungen im Interesse des Auftraggebers ausführt, dabei aber die eigene Parteilichkeit verschweigt. Die Absicht hinter dem Einsatz basiert auf dem Ausnutzen von Mundpropaganda, dem Glauben potentieller Kunden an authentische Empfehlungen (anderer scheinbar unbedarfter Kunden). Es ist demnach eine Form der Täuschung.

## Bei Auktionen
Der Begriff Gebotstreibung oder englisch shill bidding (von engl. shill: Lockvogel, Anreißer; to bid: bieten) bezeichnet die Gebotsabgabe auf Auktionen von Personen, die vorgeblich nicht mit dem Verkäufer assoziiert sind, in Wahrheit jedoch in Absprache mit diesem den Preis in die Höhe treiben.
Diese Form der Preismanipulation ist besonders einfach auf Internetauktionsplattformen, wie z. B. eBay durchführbar, da hier der Anbieter selbst mit verschiedenen Identitäten agieren kann. Während dies in den Anfangszeiten noch sehr einfach war, bemühen sich die Auktionsanbieter heute mit technischen Mitteln darum, das Vertrauen der Käufer zu wahren und shill bidding zu verhindern. Dies geschieht beispielsweise dadurch, dass im Bewertungsprofil eines Käufers angezeigt wird, bei welchen Verkäufern er in letzter Zeit gekauft hat und umgekehrt.

## Im Internet
Insbesondere in Online-Diskussionsforen, Newsgroups oder an Stellen, wo Kunden Produktempfehlungen ausgeben, werden gezielt Shills eingesetzt. Sie treten hier als unbedarfte Kunden, neutrale Experten oder anderweitig unverdächtig auf, um im Sinne einer Interessenvertretung bestimmte, meist kommerzielle Interessen der Auftraggeber zu fördern. In gleicher Absicht können auch Websites eröffnet werden.
Beispielsweise können Beauftragte einer Firma bei Produktempfehlungen in Online-Shops unverdächtige, positive Kommentare eines Produktes der Firma einstellen. In anderen Fällen können Konkurrenzprodukte negativ bewertet oder anderweitig abgewertet werden.
Ein Beispiel für einen Internet-Lockvogel ist Steve Milloy, der Herausgeber von junkscience.com und Kolumnist bei FoxNews.com, der sich auf die Verbreitung verzerrter Darstellungen wissenschaftlicher Daten im Interesse bestimmter Firmen spezialisiert hat. Er stellt Dioxine, Pestizide in Nahrungsmitteln, Blei als Umweltgift, Asbest, Passivrauchen oder die globale Erwärmung als Angstmacherei und Schwindel dar.

## Im Marketing
Hierbei treten angeworbene Schauspieler als scheinbar überzeugte Kunden auf, um ein Produkt zu bewerben. Der Übergang zum Testimonial ist fließend.

## Im Bereich Kriminalität, Spionage und Terrorismus
Das Hütchenspiel ist ein bekanntes Beispiel für den planmäßigen Einsatz zu kriminellen Zwecken, indem sie als vermeintlich mitspielendes Publikum bei der Inszenierung realer Gewinnaussichten helfen und das darüber  und über die eigene Beobachtungsgabe getäuschte Betrugsopfer verlocken, wie sie einen Einsatz zu wagen -aber zu verlieren.
In einer Internetversion des Heiratsschwindels (englisch Romance Scam) werden vor allem in den körperlosen Sphären des Internet, insbesondere  über Single- oder Kontaktbörsen anreizende Identitäten geschaffen, um die Sehnsucht der so Verlockten nach direkten Kontakten (Online-Dates) zwecks Herstellung echter Intimität, Sexualverkehr und / oder Heirat missbräuchlich anzuregen. Mit Hilfe geschönter Fotos, falscher biographischer Angaben oder heißer Liebesschwüre und dann Nachrichten über plötzliche, unverschuldete Not wird das Opfer zu Vermögenstransfers oder zur Preisgabe von persönlichen Daten bewegt, die später ihrerseits zu Betrugshandlungen verwertet werden. Siehe dazu auch Nigeria-Connection.
Erotische Lockvögel, die ihre Opfer später erpressten, machten sich zum Beispiel an Peter Graf und Susanne Klatten heran.
Im Geheimdienstumfeld bezeichnet ein Lockvogelangebot, auch Honigfalle oder Romeo- / Venusfalle genannt, die erotische Verführung einer Zielperson. Diese wird dokumentiert, um die Zielperson anschließend mit dem Material zu einer Kooperation zu bewegen oder erpressen.
Der israelische Geheimdienst entführte Mordechai Vanunu von Italien aus nach Israel, nachdem er ihn mittels Lockvogel zu einer Reise nach Rom bewegt hatte.
Die Stasi setzte gezielt Lockvögel auf Oppositionelle an, zum Beispiel auf Repräsentanten der Kirche. Die Stasi schickte minderjährige Lockvögel zu Wolf Biermann.

„Vor allem der sowjetische KGB arbeitet mit Lockvögeln. So machte sich eine attraktive Agentin Anfang der 60er Jahre an den damaligen französischen Botschafter in Moskau, Maurice Dejean, heran. Den britischen konservativen Abgeordneten und Geschäftsmann Anthony Courtney photographierte der KGB 1961 in einem Moskauer Hotel in eindeutiger Situation. Durch seine Beziehungen zu einer Russin wurde der Chiffrierbeamte der Botschaft von Singapur, Keng Su, zur Spionage genötigt. Im letzten Jahr [1981] versuchte der KGB den stellvertretenden amerikanischen Militärattache James R. Holbrook mit einem Mädchen zu keilen: Auf einer Besichtigungsfahrt wurde der Amerikaner, nach einer Party, mit einer Dame im Bett photographiert.“

Am Abend des 7. August 1985 machte eine Frau in einer Wiesbadener Discothek dem 20-jährigen US-Soldaten Edward Pimental schöne Augen. Der GI verließ in Erwartung eines sexuellen Abenteuers mit ihr die Disco – und wurde am nächsten Morgen erschossen aufgefunden. Das Oberlandesgericht Frankfurt kam später zur Auffassung, dass Birgit Hogefeld der Lockvogel war. Mit seinem durch den Mord erbeuteten Dienstausweis gelangte die RAF später auf das Gelände der Rhein-Main Air Base. Dort zündeten sie eine Autobombe, die einen US-Soldat und eine Zivilangestellte tötete und 23 Menschen verletzte.
Umgekehrt können Lockvögel zur Aufklärung und Verhinderung von Rechtsbrüchen eingesetzt werden. So etwa durch ein Kaufangebot des verdeckten Ermittlers an den Drogenhändler, was zur Beschlagnahme seiner daraufhin gezeigten Ware führt; oder zur Überwachung des Jugendschutzes durch Einsatz Minderjähriger als Käufer von Alkohol. Problematisch ist allerdings, wenn ein Agent Provocateur zu Rechtsbrüchen anstiftet, die sonst nicht begangen würden.
2017 ließ sich der damalige Bundesobmann der österreichischen FPÖ und spätere österreichische Vizekanzler Heinz-Christian Strache beim Treffen mit der angeblichen russischen Milliardärsnichte Aljona Makarova auf Ibiza zu Äußerungen verleiten, durch die er korrupt und bereit wirkte, mit ihr verdeckt die Kontrolle über lästige Medien zu übernehmen. Die Veröffentlichung heimlicher Aufzeichnungen im Mai 2019 führte als "Strache-Affäre" zur Regierungskrise und Neuwahl.

## Rechtliche Situation
Gebotstreibung (shill bidding) ist in aller Regel verboten bzw. wird von den Auktionen vertraglich ausgeschlossen, da es die Marktsituation verzerrt.